# Oberhaid (Zell im Fichtelgebirge)
Oberhaid ist ein Gemeindeteil des Marktes Zell im Fichtelgebirge im Landkreis Hof (Oberfranken, Bayern). Oberhaid liegt in der Gemarkung Zell.

## Geografie
Der Weiler liegt im Talgrund des Scheibenbachs, eines linken Zuflusses der Sächsischen Saale. Im Norden steigt das Gelände zum Haidberg (693 m ü. NHN) an, der auch als Geotop ausgezeichnet ist. Eine Gemeindestraße führt nach Zell zur Kreisstraße HO 19 (1,3 km nordöstlich).

## Geschichte
Oberhaid gehörte zur Realgemeinde Zell. Gegen Ende des 18. Jahrhunderts bestand Ober- und Unterhaid aus 6 Anwesen (2 Sölden, 1 Tropfhaus, 2 halbe Tropfhäuser, 1 halbe Ziegelhütte). Die Hochgerichtsbarkeit stand dem bayreuthischen Amt Stockenroth zu. Das Kastenamt Stockenroth war Grundherr sämtlicher Anwesen.
Von 1797 bis 1810 unterstand Oberhaid dem Justiz- und Kammeramt Münchberg. Infolge des Ersten Gemeindeedikts wurde Oberhaid dem 1812 gebildeten Steuerdistrikt Zell und der zugleich entstandenen die Ruralgemeinde Zell zugewiesen.

### Baudenkmäler
- Haus Nr. 2: Wohnstallhaus[8]

### Einwohnerentwicklung
| Jahr      | 1812  | 1819   | 1861   | 1871   | 1885   | 1900   | 1925   | 1950   | 1961   | 1970   | 1987   | 2005  | 2010  | 2015  |
| Einwohner | *21   | †      | 64     | 59     | 71     | 56     | 34     | 39     | 34     | 27     | 11     | 13    | 15    | 11    |
| Häuser    | *6    |        |        |        | 8      | 10     | 9      | 7      | 8      |        | 9      |       |       |       |
| Quelle    | [ 6 ] | [ 10 ] | [ 11 ] | [ 12 ] | [ 13 ] | [ 14 ] | [ 15 ] | [ 16 ] | [ 17 ] | [ 18 ] | [ 19 ] | [ 1 ] | [ 1 ] | [ 1 ] |

## Religion
Oberhaid ist bis heute nach St. Gallus (Zell im Fichtelgebirge) gepfarrt und evangelisch-lutherisch geprägt.